# 圣克鲁瓦阿格
圣克鲁瓦阿格（法語：Sainte-Croix-Hague，法語發音：[sɛ̃ kʁwa aɡ]）是法国芒什省的一个旧市镇，属于瑟堡区。2017年，圣克鲁瓦阿格和相邻的其它18个市镇合并为新市镇拉阿格。

## 地理
圣克鲁瓦阿格（49°38'19"N, 1°46'24"W）面积9.84 平方千米，位于法国诺曼底大区芒什省，该省份为法国西北部沿海省份，西、北、东北三面环大西洋，东起顺时针与卡爾瓦多斯省、奧恩省、马耶讷省和伊勒-维莱讷省接壤。
与圣克鲁瓦阿格接壤的市镇（或旧市镇、城区）包括：于尔维尔-纳克维尔、阿克维尔、博蒙阿格、比维尔、布朗维尔阿格、弗洛特芒维尔阿格、凯尔克维尔、托讷维尔、瓦特维尔、沃维尔。

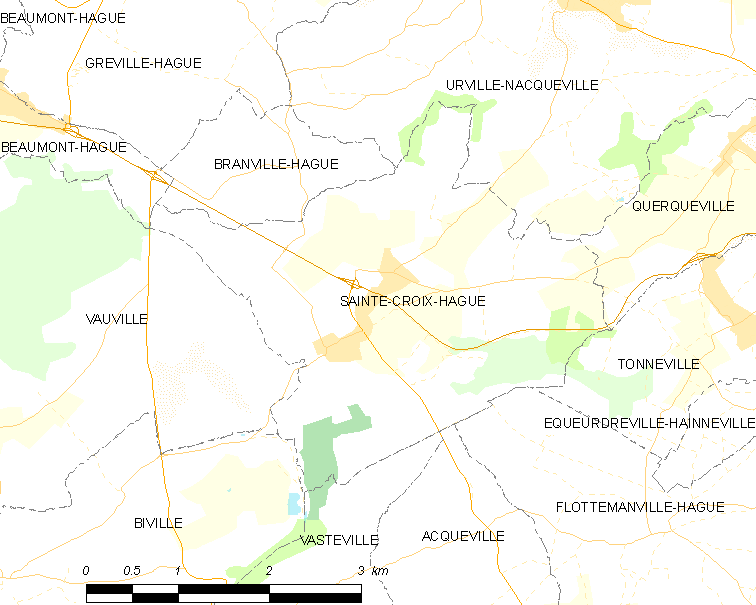
圣克鲁瓦阿格的OSM定位图

圣克鲁瓦阿格的时区为UTC+01:00、UTC+02:00（夏令时）。

## 行政
圣克鲁瓦阿格的邮政编码为50440，INSEE市镇编码为50460。

## 政治
圣克鲁瓦阿格所属的省级选区为拉阿格县。

## 人口

1962-2008年间圣克鲁瓦阿格人口变化图示

圣克鲁瓦阿格于2018年1月1日时的人口数量为779人。